# Rafał Ulatowski
Rafał Ulatowski (ur. 26 stycznia 1973 w Łodzi) – polski piłkarz, trener, komentator sportowy.

## Kariera piłkarska
Jako zawodnik występował w barwach ŁKS Łódź (1991–1992), Bałtyku Gdynia (drugi zespół, 1992–1994) oraz klubów islandzkich, m.in. Þróttur (2001–2003). Jest synem Zdzisława Ulatowskiego, byłego piłkarza i trenera ŁKS.

## Kariera trenerska
Ukończył studia na Akademii Wychowania Fizycznego w Gdańsku. Posiada licencję trenerska UEFA Pro Licence A (2005). Zaczynał jako trener juniorów Łódzkiego Klubu Sportowego, którzy pod jego wodzą zwyciężyli w międzynarodowym turnieju Liège Cup '97 (belgijskie Waremmne koło Liège). Pracował następnie jako II trener w Piotrcovii Piotrków Trybunalski (1998–1999), a potem jako grający szkoleniowiec w klubach islandzkich, m.in. w Knattspyrnufélagið Þróttur. W latach 2004–2006 asystent Czesława Michniewicza w Lechu Poznań, a w latach 2006–2007 w Zagłębiu Lubin. Uczestniczył w trenerskich stażach szkoleniowych, m.in. w Chelsea FC (2003), Rangers FC (2004), Tottenhamie Hotspur (2006). Od października 2007 był pierwszym trenerem Zagłębia Lubin, zadebiutował w pierwszej lidze zwycięskim meczem z Zagłębiem Sosnowiec (2:1).
W lipcu 2008 został mianowany asystentem selekcjonera reprezentacji Polski, Leo Beenhakkera. 8 stycznia 2009 został trenerem GKS Bełchatów jako następca Pawła Janasa. Funkcję tę pełnił do końca sezonu 2009/10, który drużyna zakończyła na piątym miejscu w Ekstraklasie. Kilka dni po rozstaniu z Bełchatowem, 28 maja podpisał dwuletni kontrakt z Cracovią, zastępując na stanowisku trenerskim Oresta Lenczyka. Funkcje pierwszego trenera tej drużyny sprawował do 27 października 2010. Od 9 listopada do 14 grudnia 2011 był trenerem Lechii Gdańsk. Od 12 czerwca do 9 września 2013 pełnił rolę trenera Miedzi Legnica. W latach 2015–2016 znów pracował w Bełchatowie.
Od 1 lipca 2016 pełni rolę szefa szkolenia akademii piłkarskiej Lecha Poznań. 10 maja 2018 został wyznaczony na tymczasowego trenera pierwszego zespołu. Dwukrotnie tymczasowo w 2018 oraz na pełny etat w latach 2019–2020 zatrudniony był jako trener Lecha II Poznań. 4 grudnia 2023 został trenerem pierwszoligowej Resovii.